# Claude Charron de La Barre
Pour les articles homonymes, voir De La Barre.
Claude Charron de La Barre, baptisé le 3 mai 1622 à Blois et mort en 1687 à Québec, est un commerçant et homme politique français.

## Biographie
Fils de Baptiste Charon et de Claude Beguet, il arrive vers 1652 en Nouvelle-France avec sa femme Claude Camus. Ils s'installent d'abord à l'île d'Orléans. Le 29 avril 1653, deux de ses serviteurs le blessent d'un coup de pistolet à la gorge. Le 20 mai 1653, le gouverneur Jean de Lauzon lui concède une terre de dix arpents en roture. Cependant, Charron est plutôt intéressé par le commerce que par l'agriculture. Il vend sa terre le 7 mars 1660.
À Québec, il tient boutique et devient rapidement l'un des plus importants commerçants de la ville. Le 7 octobre 1663, il devient échevin sous la gouverne du premier maire de Québec, Jean-Baptiste Legardeur de Repentigny. Cependant, le Conseil souverain de la Nouvelle-France abolit rapidement la fonction de maire de Québec. Le 3 août 1664, Charron devient alors « syndic » de la ville. Cependant, son mandat est de courte durée car les habitants craignent qu'il puisse avoir trop de pouvoir sur le commerce. Il donne sa démission en septembre 1664.
À plusieurs reprises, Claude Charron siège au conseil souverain en l'absence d'un juge. Vers 1670, il est marguillier auprès de l'église de Québec. En 1673 et 1674, il est juge de police à Québec, puis à nouveau échevin pour cette ville en 1675.
Sa femme étant décédée le 12 avril 1684, il se remarie le 21 août suivant avec Élisabeth d'Amours, fille de Mathieu d'Amours de Chauffours.

## Hommages
La rue Charron a été nommée en son honneur, en 1994, dans l'ancienne ville de Sainte-Foy, maintenant présente dans la ville de Québec.